# 厚緣原綿介殼蟲
厚緣原綿介殼蟲（学名：Protopulvinaria pyriformis）为介殼蟲科原綿介殼蟲屬下的一个种。